# NNA (企業)
株式会社NNA（英称：NNA JAPAN CO., LTD.）は、アジア経済の情報を配信する日本の企業である。共同通信社のグループ会社である。

## 概要
東京、北九州、韓国、香港、台湾、上海、北京、広州、シンガポール、タイ、マレーシア、インドネシア、フィリピン、ベトナム、インド、カンボジアに現地法人や現地事務所を設置し、オーストラリア、英国の会社と提携して各地の経済情報を日本語で提供する。

## 沿革
- 1989年（平成元年）8月 - 香港で「WIN HONEST PLANNING LIMITED」が創業する。
- 1992年（平成4年）6月 - マレーシアに法人を設立する。
- 1994年（平成6年）9月 - タイに法人を設立する。
- 1995年（平成7年）
  - 4月 - シンガポールに法人を設立する。
  - 4月 - 会社名を株式会社「ニュースネット・アジア」に変更する。
  - 6月 - フィリピンに法人を設立する。
  - 8月 - 東京都港区に日本法人を設立する。グループの本社機能は香港で担当する。
- 1996年（平成8年）
  - 8月 - インドネシアに法人、北京に駐在員事務所、それぞれを開設する。
  - 10月 - 上海に事務所を開設する。
- 1998年（平成10年）
  - 1月 - 本社機能を香港から東京へ移管し、営業、管理、コンテンツ、システム、統括編集部、の各部門を設置する。
  - 4月 - ウェブサイト「NNA PLUS」を開設する。
  - 10月 - オーストラリアの情報通信社を傘下に納めてオーストラリア法人とする。
  - 11月 - 韓国に法人を設立する。
- 1999年（平成11年）
  - 6月 - 広州に事務所を開設する。
  - 6月 - 郵政省の電気通信局に一般第二種電気通信事業者の届け出が受理される。
  - 8月 - 通信・放送新規事業者と認定される。
  - 9月 - 英国に法人を設立して欧州本部とする。
  - 10月 - 「NNA PLUS」の名称を「NNA POWER」に変更する。
  - 11月 - 会社名を株式会社「エヌ・エヌ・エー」に変更する。
  - 12月 - 台湾に支社を開設する。
- 2000年（平成12年）
  - 7月 - 大連に事務所を開設する。
  - 12月 - 第三者に割当を増資する。
- 2001年（平成13年）12月 - 中国法人を上海に設立する。
- 2004年（平成16年）7月 -「The Daily NNAベトナム＆インドシナ版」を創刊する。
- 2007年（平成19年）4月1日 - フィスコと資本と業務で提携する。
- 2008年（平成20年）
  - 4月 -「The Daily NNAインド版」を創刊する。
  - 6月 -「The Weekly NNAインドネシア CONSUM」を創刊する。
  - 8月 -「NNA POWER」を全面刷新する。
- 2010年（平成22年）
  - 4月 - イギリスのEconomic Media Bulletin社へ欧州事業を譲渡する。
  - 7月 -「The Daily NNA別冊 カンパサール」を創刊する。
  - 9月 -「The Daily NNA自動車ニュース」を創刊する。
- 2011年（平成23年）
  - 2月 -「The Daily NNA電機・電子・ITニュース」を創刊する。
  - 5月 -「The Daily NNA食品・医薬ニュース」を創刊する。
  - 11月 - 共同通信社が当社へ出資してフィスコは保有株を共同通信へ売却し、共同通信社の連結子会社となる。
- 2012年（平成24年）
  - 4月 - 「The Daily NNA別冊 カンパサール中国語版」創刊
  - 4月1日 - 共同通信のグループ会社として社名表記を「共同通信グループ 株式会社エヌ・エヌ・エー」に改める。
- 2013年（平成25年）
  - 4月 - インドに駐在員事務所を開設する。
  - 5月 - ベトナムに法人を設立する。
  - 9月 -「The Daily NNAミャンマー版」を創刊する。
- 2014年（平成26年）
  - 6月 -「The Daily NNA労務・人事・安全ニュース」を創刊する。
  - 12月 -「NNAアジアビジネスデータバンク」を開設する。
- 2016年（平成28年）
  - 4月 - 提携するNNA KOREAから韓国の事業権を取得してソウルに支局と支店を設立する。
  - 5月 - プノンペンに支局を開設する。
- 2017年（平成29年）
  - 11月 -「The Daily NNAカンボジア版」を創刊する。
- 2018年（平成30年）
  - 11月 - 英文ニュースサイト「NNA Business News」を開設する。
- 2019年（令和元年）
  - 8月 - 会社名を株式会社「NNA」に変更する[2]。

## 歴史
エヌ・エヌ・エーは英国統治下の香港で1989年（平成元年）に「WIN HONEST PLANNING LIMITED」として創業し、主権返還目前の香港経済を日系企業へ日本語で日々発信した。アジア全域の地域拠点から経済情報を発信するネットワークの構築を計画していた。
3年後にマレーシアへ進出し、次いでタイとシンガポールに拠点を設け、1995年に業務実態に合わせて社名を「ニュースネット・アジア」に変更した。フィリピンとインドネシアへネットワークを広げ、中国で上海に現地法人を設けて北京、広州、大連を統括し、台湾と韓国に拠点を広げた。
1997年（平成9年）のアジア通貨危機がアジア全域に拡大するとグループの本社機能を香港から東京へ移管した。オーストラリアや英国へ進出後、1999年に社名をエヌ・エヌ・エーに変更した。
ウェブサイトの拡充に加えて新興国市場のベトナム・インドシナ版、インド版、自動車、電機・電子・IT、食品・医薬、それぞれのニュースを創刊した。2007年（平成19年）にフィスコと資本提携した。2010年（平成22年）にアジア全域の消費動向を追うタブロイド版紙媒体「The Daily NNA別冊カンパサール」、のちに各国の経済解説書籍を発行し、中国市場の調査に着手した。

## 拠点

### 国内拠点
- 東京本社
- 北九州事務所

### 海外拠点
日本を含むアジア13か国の地域で、編集記者、営業担当、現地職員ら190人がいる。

エヌ・エヌ・エーが共同通信社のグループに入ったことに伴い一部の支社・現地法人が共同通信社の支局と事実上一体化するケースが出ている。この場合、エヌ・エヌ・エーの現地法人に共同通信社から派遣された特派員が所属するケースと、それぞれ独自の組織を持つ事例に分かれる。いずれにしても共同通信から派遣された特派員は一般ニュースの取材に専念し、経済ニュースの取材や、現地の日系企業に対して売上を立てる事業はエヌ・エヌ・エーが担当する。
法人
- 香港法人
- 中国法人･上海本部
- マレーシア法人
- タイ法人
- シンガポール法人
- フィリピン法人
- インドネシア法人
- ベトナム法人

支社
- 北京支社
- 広州支社
- 台湾支社

支局
- ソウル支局・支店
- プノンペン支局

事務所
- インド駐在員事務所

## 提携会社
- NNA AUSTRALIA PTY. LTD.
- Economic Media Bulletin Limited (EMB)

## 会員サイト

### NNA POWER
- POWER ASIA PLUS
- POWER ASIA
- POWER EUROPE（欧州総合）
- POWER EUROPE WEST（西欧）
- POWER EUROPE EAST（中東欧･ロシア）

## 媒体

### The Daily NNA各国版
- The Daily NNA中国総合版
- The Daily NNA香港＆華南版
- The Daily NNA台湾版
- The Daily NNA韓国版
- The Daily NNAマレーシア版
- The Daily NNAタイ版
- The Daily NNAシンガポール版
- The Daily NNAフィリピン版
- The Daily NNAインドネシア版
- The Daily NNAベトナム版
- The Daily NNAミャンマー版
- The Daily NNAカンボジア版
- The Daily NNAインド版
- The Daily NNA豪州＆オセアニア版
- The Daily NNA英国＆EU版
- The Daily NNAドイツ＆EU版

### The Daily NNA 業界ニュース
- The Daily NNA自動車ニュース
- The Daily NNA電機・電子･ITニュース
- The Daily NNA食品･医薬ニュース

### The Weekly NNA
- The Weekly NNA 豪州＆オセアニア「ウェルス」
- The Weekly NNA 欧州版

### The Daily NNA 別冊
- KANPASAR（カンパサール）

### 共同通信グループ他社の媒体
- 47NEWS アジア経済 - 共同通信社と加盟新聞社が出資する全国新聞ネット社が運営するニュースサイトで、当日のThe Daily NNA各国版トップニュースを掲載する。